# Andreas Müller (Politiker, 1864)
Andreas Müller (* 22. April 1864 in Wormsdorf; † 27. Januar 1931 in Harburg-Wilhelmsburg) war ein deutscher Gewerkschafter und Politiker (SPD).

## Leben
Nach dem Besuch der Volksschule absolvierte Müller eine Schneiderlehre, die er mit der Gesellenprüfung abschloss. Er arbeitete bis 1892 als Schneidergeselle, bestand die Meisterprüfung und war sodann bis 1902 als selbstständiger Schneidermeister in Harburg tätig. Neben seinem Beruf engagierte er sich in der Gewerkschaft, für die er ab April 1902 als Arbeitersekretär fungierte. Bereits vor dem Ersten Weltkrieg war er Vorstandsmitglied der Sozialdemokraten und des Gewerkschaftskartells in Harburg. Von 1908 bis 1918 leitete er den Bildungsausschuss der Harburger SPD.
Müller war Stadtverordneter in Harburg und dort von 1922 bis 1927 Vorsitzender des Harburger Bürgervorsteherkollegiums. Von 1919 bis 1921 war er Mitglied der Verfassunggebenden Preußischen Landesversammlung. Von 1921 bis 1927 war er Mitglied des Provinziallandtages der Provinz Hannover sowie Mitglied des Preußischen Staatsrates. Walter Dudek rückte für ihn in den Provinziallandtag nach. 1931 starb er im Stadtteil Harburg der damaligen Großstadt Harburg-Wilhelmsburg.